# نهائي كأس إسكتلندا 2009
نهائي كأس اسكتلندا 2009 هي المباراة النهائية من منافسة كأس اسكتلندا 2008–09، أقيمت المباراة في 30 مايو 2009، في هامبدن بارك، بين فريقي نادي رينجرز، ونادي فالكيرك، وفاز فيها نادي رينجرز، بعد أن هزم نادي فالكيرك، بنتيجة 1 - 0، وكان حكم المباراة كريغ تومسون، وحضر المباراة 50956 شخصاً.

## تفاصيل المباراة
لعبت المباراة النهائية في 30 مايو 2009.
| نادي رينجرز | 1 -0 | نادي فالكيرك |
| ----------- | ---- | ------------ |
|             |      |              |